# Élections législatives de 1910 dans les Basses-Alpes
 (novembre 2021).
Si vous disposez d'ouvrages ou d'articles de référence ou si vous connaissez des sites web de qualité traitant du thème abordé ici, merci de compléter l'article en donnant les références utiles à sa vérifiabilité et en les liant à la section « Notes et références ».
Les élections législatives de 1910 ont eu lieu les 24 avril et 8 mai 1910.

## Résultats à l'échelle du département
| Partis         | Partis                                           | Premier tour | Premier tour | Deuxième tour | Deuxième tour | Sièges |
| Partis         | Partis                                           | Voix         | %            | Voix          | %             | Sièges |
| -------------- | ------------------------------------------------ | ------------ | ------------ | ------------- | ------------- | ------ |
|                | Radicaux indépendants                            | 7 551        | 27,54        |               |               | 1      |
|                | Alliance démocratique                            | 5 003        | 18,24        |               |               | 2      |
|                | Socialistes indépendants                         | 3 769        | 13,74        |               |               | 1      |
|                | Action libérale populaire                        | 2 776        | 10,12        |               |               |        |
|                | Section française de l'Internationale ouvrière   | 2 588        | 9,44         |               |               |        |
|                | PRRRS et ARD                                     | 2 092        | 7,63         |               |               | 1      |
|                | Parti républicain, radical et radical-socialiste | 1 320        | 4,81         |               |               |        |
|                | Divers                                           | 1 570        | 5,73         |               |               |        |
|                | Conservateur                                     | 753          | 2,75         |               |               |        |
|                |                                                  |              |              |               |               |        |
| Inscrits       | Inscrits                                         |              | 100,00       |               | 100,00        | 6      |
| Votants        |                                                  |              |              |               |               |        |
| Abstentions    |                                                  |              |              |               |               |        |
| Blancs et nuls |                                                  |              |              |               |               |        |
| Exprimés       | Exprimés                                         | 27 422       |              |               |               |        |

## Sources
Pierre-Georget La Chesnais et Georges Lachapelle, Tableau des élections législatives des 24 avril et 8 mai 1910 suivi d'une application de la représentation proportionnelle, Paris, Georges Roustan, coll. « Annuaire du Parlement », 1910, 272 p. (lire en ligne). 